# バラッド '77〜'82
『バラッド '77〜'82』（バラッド セヴンティ・セヴン エイティ・ツー）は、サザンオールスターズの1作目のバラードベスト・アルバム。1982年12月5日にカセットテープで発売。発売元はInvitation。
当初は企画盤アルバムと同様にカセットテープのみで発売されたが、後にCD化され1985年4月21日と1998年6月25日に再発売された。また、2014年12月17日からはダウンロード配信、2019年12月20日からはストリーミング配信が開始されている。

## 背景
自身初のバラードベストアルバム。本作発売の前後に何作かカセット盤のみの企画ベストが存在するが、人気と売上が高かったことからシリーズ化、1985年4月21日にCD盤が発売されている。本作以前のベスト・アルバムは全て廃盤になっているため、デビューから初めて現行盤が存在するベスト・アルバムとなる。
本作以降も続編として1987年6月21日に第二弾「BALLADE 2 '83〜'86」、2000年11月22日に第三弾「バラッド3 〜the album of LOVE〜」がリリースされた。また、2010年6月23日には本作のタイトルを捩った原由子のベスト・アルバム「ハラッド」がリリースされた。

## リリース
再発売
- 1985年4月21日（CD）VDR-9001〜2
- 1998年6月25日（CD）VICL-60223〜4 音量改善

## アートワーク
CDジャケットの裏表紙には手書きで収録曲が書かれているが、「ひょうたんからこま」の『ん』の字が小さく、書き忘れてしまったものを無理にねじ込んで書き足しているような形になっている。さらに裏ジャケット紙の裏面にはメンバー全員が揃って観客の声援に応える写真が載っているのだが、サポートメンバー（右から2番目のサクソフォーンを抱えている人物。サザンのメンバーにはブラス担当はいない）が写りこんでいるためにサザンのメンバーは6人（当時）であるはずが7人写っている。

## 収録曲
- 収録曲は各作品で説明しているため、ここでは説明を省略する。
- ※印はオリジナルアルバム未収録曲。タイトル表記は基本的にオリジナル収録時のものに従った。

| 全作詞・作曲: 桑田佳祐、全編曲: サザンオールスターズ。 |                                           |          |            |      |
| #                                                      | タイトル                                  | 作詞     | 作曲・編曲 | 時間 |
| 1.                                                     | 「朝方ムーンライト」                      | 桑田佳祐 | 桑田佳祐   | 3:36 |
| 2.                                                     | 「ラチエン通りのシスター」                | 桑田佳祐 | 桑田佳祐   | 4:03 |
| 3.                                                     | 「私はピアノ」(弦管編曲: 八木正生)        | 桑田佳祐 | 桑田佳祐   | 4:00 |
| 4.                                                     | 「Just a Little Bit」(弦管編曲: 八木正生) | 桑田佳祐 | 桑田佳祐   | 4:19 |
| 5.                                                     | 「シャ・ラ・ラ」(弦編曲: 八木正生)        | 桑田佳祐 | 桑田佳祐   | 4:16 |
| 6.                                                     | 「涙のアベニュー」(弦管編曲: 八木正生)    | 桑田佳祐 | 桑田佳祐   | 4:00 |
| 7.                                                     | 「松田の子守唄」(弦管編曲: 新田一郎)      | 桑田佳祐 | 桑田佳祐   | 2:52 |
| 8.                                                     | 「夏をあきらめて」(弦管編曲: 八木正生)    | 桑田佳祐 | 桑田佳祐   | 3:45 |
| 9.                                                     | 「別れ話は最後に」(管編曲: Horn Spectrum) | 桑田佳祐 | 桑田佳祐   | 4:33 |
| 10.                                                    | 「いとしのエリー」(弦編曲: 新田一郎)      | 桑田佳祐 | 桑田佳祐   | 4:24 |
| 合計時間:                                              | 合計時間:                                 | 39:48    |            |      |

| 全編曲: サザンオールスターズ。 |                                                               |            |       |
| #                              | タイトル                                                      | 作詞・作曲 | 時間  |
| 1.                             | 「恋の女のストーリー」                                        | 桑田佳祐   | 3:55  |
| 2.                             | 「ひょうたんからこま」(弦管編曲: 八木正生)                    | 関口和之   | 4:24  |
| 3.                             | 「恋はお熱く」                                                | 桑田佳祐   | 4:27  |
| 4.                             | 「わすれじのレイド・バック」                                  | 桑田佳祐   | 4:55  |
| 5.                             | 「Oh! クラウディア」(弦管編曲: 新田一郎 & 国本佳宏)           | 桑田佳祐   | 3:30  |
| 6.                             | 「働けロック・バンド (Workin' for T.V.)」(弦管編曲: 八木正生) | 桑田佳祐   | 4:01  |
| 7.                             | 「Ya Ya (あの時代を忘れない)」(弦管編曲: 新田一郎)            | 桑田佳祐   | 3:54  |
| 8.                             | 「流れる雲を追いかけて」(弦管編曲: 八木正生)                  | 桑田佳祐   | 4:02  |
| 9.                             | 「思い出のスター・ダスト」                                    | 桑田佳祐   | 4:11  |
| 10.                            | 「素顔で踊らせて」                                            | 桑田佳祐   | 4:20  |
| 合計時間:                      | 合計時間:                                                     | 合計時間:  | 41:39 |

### SIDE-A
1. 朝方ムーンライト
12枚目のシングル『Big Star Blues (ビッグスターの悲劇)』カップリング曲。
2. ラチエン通りのシスター
2枚目のアルバム『10ナンバーズ・からっと』収録曲。
3. 私はピアノ
3枚目のアルバム『タイニイ・バブルス』収録曲。
原由子のメインボーカル曲。
4. Just a Little Bit
5枚目のアルバム『NUDE MAN』収録曲。
5. シャ・ラ・ラ　※
11枚目のシングル。
6. 涙のアベニュー
6枚目のシングル。
7. 松田の子守唄
アルバム『タイニイ・バブルス』収録曲。
松田弘のメインボーカル曲。
8. 夏をあきらめて
アルバム『NUDE MAN』収録曲。
9. 別れ話は最後に
1枚目のアルバム『熱い胸さわぎ』収録曲。
10. いとしのエリー
3枚目のシングル。

### SIDE-B
1. 恋の女のストーリー
4枚目のアルバム『ステレオ太陽族』収録曲。
2. ひょうたんからこま　※
9枚目のシングル『ジャズマン』カップリング曲。
関口和之のメインボーカル曲。
3. 恋はお熱く
アルバム『熱い胸さわぎ』収録曲。
4. わすれじのレイド・バック　※
10枚目のシングル。
5. Oh! クラウディア
アルバム『NUDE MAN』収録曲。
6. 働けロック・バンド (Workin' for T.V.)
アルバム『タイニイ・バブルス』収録曲。
7. Ya Ya (あの時代を忘れない)　※
16枚目のシングル。
8. 流れる雲を追いかけて
アルバム『NUDE MAN』収録曲。
原由子のメインボーカル曲。
9. 思い出のスター・ダスト
アルバム『NUDE MAN』収録曲。
10. 素顔で踊らせて
アルバム『ステレオ太陽族』収録曲。